# 太子党 (中国共产党)
太子黨又稱紅二代（紅色代表共產黨）、官二代，泛指中國共產黨官員的子女，是中國大陸的一個特權階層。狭义的“太子党”和“红二代”特指早期参加过革命的中共高级领导人的子女及其配偶，这一群体在改革开放后迅速倔起，依靠家族权势和裙带关系掌控国家经济命脉并瓜分国家财富，控制着中国从能源、金融、国家安全，到电信和娱乐等诸多领域。不少成员还依靠家族政治优势进入了中共权力核心，且利用彼此之間的緊密聯繫，成為中國大陸的政壇和商界中最為強大的派系之一，積極影響國家的決策和政策制定。现任中共中央总书记习近平能上位担任最高领导人亦得到了这一群体的支持。但在中共十九大后这一群体开始式微，其主要成员被习近平逐渐排除权力核心，曾经被“红二代”掌控的要职，被习近平用“同自己共事过的平民出身的官员”取代。至中共二十大和中国人大第十四届全国代表大会后，“红二代”已基本被习近平排除出中国的最高决策层和省部级领导层。红二代”这个曾经强大的派系已经被习近平边缘化。英国伦敦国王学院刘氏中国研究院主任、中国研究教授克里·布朗（Kerry Brown）认为：“习近平希望消除党内派系，团结一致，改变人们对共产党的看法。”

## 简介
中華人民共和國成立後，在中國大陸，一般特指中国共产党高层官员的子女以及亲属，1970年代一般指林彪儿子林立果及其同党。改革开放以后，该词指高层领导干部的获得政治、商业利益的子女亲戚，特別是指自中华人民共和国建立至1980年代期间之中共元老的子女辈，如
- 现任中共中央总书记、国家主席、中央军委主席习近平（习仲勋之子）
- 原任中共中央政治局委员、中共重庆市委书记薄熙来（薄一波之子）
- 原任中共中央政治局委员、中国社科院院长李铁映（李维汉之子）
- 原任中共中央政治局常委、全国政协主席俞正声（俞启威之子）
- 原任中共中央政治局常委、中纪委书记、国家副主席王岐山（姚依林之女婿）
- 原任中共中央政治局常委、中共中央书记处书记、国家副主席曾庆红（曾山之子）[8]
- 原任全国政协副主席叶选平（叶剑英之子）
- 原任全国政协副主席邓朴方（邓小平之子）
- 原任全国政协副主席陈元（陈云之子）
- 原任交通运输部部长李小鹏（李鹏之子）
- 现任民政部副部长胡海峰（胡锦涛之子）
- 原任全国人大常委会副委员长布赫（乌兰夫之子）
- 原任中信集团董事长王军（王震之子）[9]。
- 原任中国卫星通信集团董事长温云松（温家宝之子）

有评论指出，江泽民在1989年6月出任中国共产党中央委员会总书记后，中国太子党形成的利益集团在中国不同的领域控制着国家的经济命脉，已经形成瓜分中国之势，中国一旦出现新的有利可图的新领域，这些太子党就会抢先一步、占为己有。这种分赃制度对中国共产党的合法性构成根本挑战。同时由于太子党在中国经济上的盘根错节，使得以权谋私的现象难以改变，已经成为中国发展的毒瘤。有研究认为中国的县级政府中普遍有由亲戚子女所构成的政治家族。2002年11月，曾庆红在中共十六届一中全会上当选中共中央政治局常委，成为第一个进入中共中央政治局常委会的红二代。此后进入中共中央政治局常委会的红二代还有习近平、俞正声和王岐山。

## 边缘化
2012年11月，习近平在中共十八大后出任中国共产党中央委员会总书记，之后中央纪委在王岐山的领导下展开了大规模的反腐败运动，多名太子党成员也在此后陆续遭到边缘化。2013年3月，在全国政协十二届一次会议后，前中国最高领导人邓小平之子邓朴方卸任全国政协副主席退休。同年10月，前国务院副总理薄一波之子、原中共重庆市委书记薄熙来被判处无期徒刑。2014年10月，前国务院总理朱镕基之子朱云来辞去中金公司总裁一职。在军队中，有红二代背景的刘晓江、刘源和刘亚洲相继退役，未得到进一步提拔。2016年7月，被视为红二代领袖的前中央军委副主席叶剑英之子、原总政治部联络部部长叶选宁去世。
2017年10月，多名太子党成员落选中共十九大代表，包括原中共中央主席毛泽东的孙子毛新宇、原全国人大委员长朱德的孙子朱和平、原中共中央总书记胡耀邦的女婿刘晓江、原中央军委副主席张震的儿子张海洋、原国家主席刘少奇的儿子刘源、原国家主席李先念的女婿刘亚洲等人，同时在新产生的十九届中央政治局中仅总书记习近平和军委副主席张又侠拥有太子党背景，其余太子党成员如俞正声、王岐山等人没有出现在新一届政治局名单中。
中共十九大后，随着王岐山退出后，第十九届中共中央政治局常委中只剩习近平是"红二代"出身。英国媒体《BBC News 中文》称：“习近平把父辈显赫的"红二代"势力排除出权力核心，减少了挑战最高权力政治资源的人选，同时在自己身边安插了同自己在不同时期共事过的平民出身的官员，淡化了红色基因，加强了政治服从。”
2018年1月，毛泽东的孙子毛新宇、邓小平女儿邓楠、陈云之子陈元、朱德之孙朱和平、原中共中央总书记江泽民的妹妹江泽慧、原国务院总理李鹏的女儿李小琳、原国务院总理朱镕基女儿朱燕来、原全国人大常委会委员长万里的儿子万季飞等也落选新一届政协委员，随后在3月举行的两会上，陈元和前机械工业部部长周建南之子周小川卸任全国政协副主席退休，而王岐山则出任国家副主席，实权较之前任中纪委书记时大为减少。5月，李小琳卸任大唐电力党组成员和副总经理退休。
2018年2月28日，中华人民共和国元帅陈毅的儿子、安邦集团董事陈小鲁因突发急性大面积心肌梗死逝世。
2018年5月10日，中央军委原主席邓小平的外孙女婿、原安邦保险董事长兼总经理吴小晖因犯集资诈骗罪、职务侵占罪被判处有期徒刑18年。
2019年6月10日，原中华人民共和国副主席、开国上将王震次子、中共太子党核心人物、被部分海外媒体称为“最富有的红二代”的王军去世。
2020年4月7日，原中华人民共和国商业部副部长任泉生之子、北京市华远集团原董事长任志强因涉嫌违法违纪被北京市西城区纪委调查，2020年9月22日，任志强因贪污、受贿、挪用公款、滥用职权等罪名被判处其有期徒刑十八年。
2020年12月，原国务委员兼国防部部长秦基伟之子、时任武警部队副司令员秦天退休。
2022年中共二十大后，红二代基本被排除在权力核心之外，中央政治局内部仅习近平本人和军委副主席张又侠有红二代背景，在新提拔上来的官员中也只有国务委员兼国防部部长李尚福有红二代背景，李尚福的父亲是原中国人民解放军铁道兵西南指挥部副司令员李绍珠。而原国务院总理李鹏之子、时任交通运输部部长李小鹏和原国家副主席乌兰夫的孙女、前内蒙古自治区人民政府主席布小林等在中共二十大上均未能当选新一届中共中央委员。
2023年8月，原中国人民解放军铁道兵西南指挥部副司令员李绍珠之子、时任国务委员兼国防部长的李尚福因严重违纪违法被中央军委纪委监委立案审查调查，2023年10月，李尚福被免去国务委员、国防部长和国家中央军委委员的职务。2024年6月27日，李尚福被开除党籍并移送军事检察机关依法审查起诉。
2023年3月，在十四届全国人大一次会议后，原国务院副总理姚依林的女婿、时任国家副主席王岐山退休。
2023年4月，香港《星岛日报》称，中华人民共和国前国家主席李先念的女婿、前国防大学政委、空军上将刘亚洲因涉嫌严重违纪违法被开除中共党籍和公职，同时也移交军队司法系统处理。2024年3月23日，美国媒体美国之音称，刘亚洲被处以终身监禁，罪名是贪腐和利用基金会敛财。
2023年9月，邓小平之子邓朴方卸任中国残联名誉主席。
2024年9月，随着李鹏之子李小鹏被免去交通部党组书记职务，调任政协退居二线，美国国营媒体美国之音称，中共二十大和中国人大第十四届全国代表大会后，“红二代”已基本被习近平排除出中国的最高决策层和省部级领导层。

## 习近平与“太子党”
现任中共中央总书记习近平也被认为也是“太子党”一员，英国媒体《BBC News 中文》称，习近平上位担任最高领导人得到了“太子党”们的支持。在担任中共最高领导人后，习近平旋即开展大规模的反腐运动，美国媒体《纽约时报》曾表示：“习近平的反腐败运动有意避开“红二代”这一阶层，因为对于习近平而言。“红二代”是红色政权的天然支持者。本届政权特别强调江山意识，强调祖宗打下来的江山不能在这一代丢掉，这恰是整个红二代的思维和意识形态，故无论如何，反腐败不能指向他们，如果红二代中出现落马腐败分子，一方面会引起整个红二代的不满，动摇领导人（习近平）的支持力量，另一方面，习近平也无法向民众证明，红二代的“基因”天然正确“。
但随着反腐败运动的扩大刘亚洲、吴小晖等“太子党”成员也相继被查，“红二代”这一整个群体也被习近平逐渐排除出权力核心边缘化。英国媒体《BBC News 中文》称：“习近平把父辈显赫的"红二代"势力排除出权力核心，减少了挑战最高权力政治资源的人选，同时在自己身边安插了同自己在不同时期共事过的平民出身的官员，淡化了红色基因，加强了政治服从。”
美国媒体《美国之音》宣称，“稍微有些知識的中國「紅二代」都比較親美，基本都與習近平的理念不合”，报道还指出“习近平在“太子党”中出身“卑微”，父亲习仲勋仅是副国级官员，其他身世显赫的“太子党”未必看得起习近平的出身，且习近平的父親习仲勋在文化大革命时期被打倒批斗且坐牢8年，导致年少時期的习近平非常落魄，無家可歸被迫到陝北窮鄉僻壤當下鄉知青，期间还飽受其他“紅二代”排擠，《美国之音》认为種種遭遇使習近平有理由對紅二代懷抱不滿情緒。
对于习近平弃用“红二代”重用平民出身的官员，旅美作家畢汝諧则认为“他（习近平）是要把這些『紅二代』都打下去，因為只有老百姓的孩子才服服貼貼的，對他畏首畏尾”
英国伦敦国王学院刘氏中国研究院主任、中国研究教授克里·布朗（Kerry Brown）认为：“习近平不希望中国再出现新的“红二代”这一特权阶级。”克里·布朗教授还认为：“习近平希望消除党内派系，团结一致，改变人们对共产党的看法。”

## 著名“官二代”列表
原中共中央主席、中央军委主席毛泽东
- 毛岸英（1950年去世）
- 毛岸青（2007年去世）
- 李敏
- 李訥

原中共中央政治局常委、全国人大常委会委员长朱德
- 朱敏（2009年去世）

原中共中央政治局常委、国家主席刘少奇
- 劉源（原解放军总后勤部政治委员）

原中共中央主席、国务院总理、中央军委主席华国锋
- 苏玲

原中共中央政治局常委、中央军委副主席叶剑英
- 葉選平（原全国政协第一副主席，2019年去世）
- 叶选宁（原解放军总政治部联络部副部长，2016年去世）
- 葉選廉

原中共中央政治局常委、中央顾问委员会主任、中央军委主席邓小平
- 鄧朴方（原全国政协副主席）
- 鄧質方
- 鄧楠
- 鄧榕

原中共中央政治局常委、中央纪委第一书记、中央顾问委员会主任陈云
- 陳元（原全国政协副主席）
- 陳偉蘭

原中共中央政治局常委、国家主席、全国政协主席李先念
- 李小林

原全国人大常委会委员长彭真
- 傅彥
- 傅銳
- 傅洋

原国家副主席乌兰夫
- 布赫（原全国人大常委会副委员长、内蒙古自治区政府主席，2017年去世）
- 烏傑

原中共中央政治局委员林伯渠
- 林用三

原国家副主席王震
- 王兵（2014年去世）
- 王軍（2019年去世）

原中共中央政治局常委、国务院总理、全国人大常委会委员长李鹏
- 李小鵬（原中华人民共和国交通运输部部长）
- 李小琳

原全国人大常委会第一副委员长習仲勳
- 习正宁（原中共海南省委政法委书记，1998年去世）
- 习近平（现任中共中央总书记、国家主席、中央军委主席）
- 习远平

原中共中央总书记、国家主席、中央军委主席江泽民
- 江綿恆
- 江綿康

原中共中央政治局常委、国务院总理朱镕基
- 朱雲來

原中共中央总书记、国家主席、中央军委主席胡锦涛
- 胡海峰（现任中华人民共和国民政部副部长）

原中共中央政治局常委、国务院总理温家宝
- 溫雲松
- 溫如春

原中共中央政治局常委、中央书记处书记、国家副主席曾庆红
- 曾偉

原中共中央政治局常委、中央纪委书记贺国强
- 賀錦濤

现任中共中央总书记、国家主席、中央军委主席习近平
- 習明澤

原中共中央政治局常委、全国人大常委会委员长栗战书
- 栗潛心

原中共中央政治局常委、中央政法委书记周永康
- 周濱
- 周涵

原中共中央政治局委员、重庆市委书记薄熙来
- 薄瓜瓜

## 外部鏈接
- GitHub上的太子党关系网络 （页面存档备份，存于）